# Rushville (Ohio)
Rushville es una villa ubicada en el condado de Fairfield en el estado estadounidense de Ohio. En el Censo de 2010 tenía una población de 302 habitantes y una densidad poblacional de 485,85 personas por km².

## Geografía
Rushville se encuentra ubicada en las coordenadas 39°45′52″N 82°25′49″O / 39.76444, -82.43028. Según la Oficina del Censo de los Estados Unidos, Rushville tiene una superficie total de 0.62 km², de la cual 0.62 km² corresponden a tierra firme y (0%) 0 km² es agua.

## Demografía
Según el censo de 2010, había 302 personas residiendo en Rushville. La densidad de población era de 485,85 hab./km². De los 302 habitantes, Rushville estaba compuesto por el 96.03% blancos, el 0% eran afroamericanos, el 0% eran amerindios, el 0.66% eran asiáticos, el 0% eran isleños del Pacífico, el 0% eran de otras razas y el 3.31% pertenecían a dos o más razas. Del total de la población el 0% eran hispanos o latinos de cualquier raza.